# John Jarvis
John Arthur Jarvis (Leicester 24 de febrero de 1872 - 9 de mayo de 1933) fue un nadador británico que compitió entre finales del siglo XIX y principios del siglo XX. Participó en los Juegos Olímpicos de París 1900 el cual obtuvo dos Medallas de oro en los 1.000 y los 4.000 metros libres. Jarvis entró en el Salón Internacional de la Fama de Natación en 1968.

## Biografía
Jarvis vive en Leicester y trabaja allí como pintor de casas. Es miembro del Club de Natación de Leicester. Tiene un talento excepcional como nadador. Aunque es un especialista en carreras de fondo, esto no le impide practicar también el buceo y el waterpolo con éxito. Además, siempre está tratando de mejorar su estilo de natación y está comprometido como salvavidas.

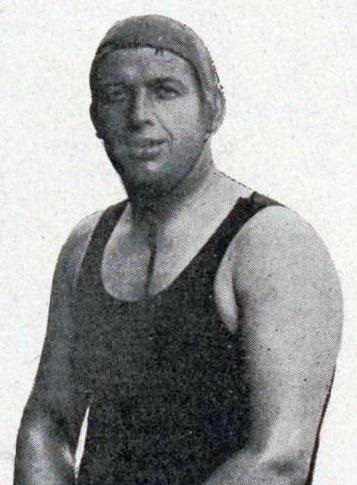
John Arthur Jarvis, en los Juegos Olímpicos de 1900.

En los Juegos Olímpicos de 1900 en París, se proclamó campeón de más de 1.000  my 4.000  m estilo libre. Jarvis también es anunciado como miembro del equipo británico de waterpolo que ganó el título. No es seguro que participó realmente en esta competición, especialmente porque no era miembro del club participante, Osborne Swimming Club Manchester. En la lista oficial de ganadores del COI, no figura como medallista de waterpolo, sino solo como el ganador de sus dos títulos de natación.
Jarvis prefiere nadar de lado en los Juegos. Dos años más tarde, desarrolló con el nadador profesional Joey Nuttall un movimiento de pierna específico, el Jarvis-Nuttall-Kick. Con este estilo, ganó el Kaiserpreis en Berlín en 1902. No se le permitió traer este trofeo a Inglaterra, pero en su lugar recibió una foto.
Los costos de viaje a St. Louis, donde se celebran los Juegos Olímpicos de 1904, son muy altos y es una de las razones por las que Gran Bretaña solo envía a tres atletas a estos Juegos. Jarvis sigue siendo uno de los mejores nadadores del mundo y podría decirse que habría tenido una gran oportunidad de ganar medallas si hubiera podido participar.
Por otro lado, estuvo presente en los Juegos Olímpicos Interinos de 1906 en Atenas. Ocupa el segundo lugar en la carrera en la milla detrás de su compatriota Henry Taylor y el tercero en 400  m. Con el equipo británico, que aun así terminó tercero en el 4 × 250m  relevo.
Jarvis ganó 108 campeonatos durante su carrera, muchos de ellos con el nombre del campeonato mundial, pero se trata de competencias regidas por distintas organizaciones que no corresponden a los títulos oficiales que se conocen hoy en día. Ganó 28 títulos británicos, incluido uno de buceo en 1904. Tiene muchos récords mundiales incluso si, en ese momento, esos no son oficiales. Jarvis también ofrece actuaciones más fantásticas, ganó los campeonatos nacionales de clavados largos de 1904 con 22,98  m.. En esta disciplina, se trata, tras un salto del ángel, de permanecer mucho tiempo sin moverse bajo el agua. Después de un minuto o una salida prematura del agua, se mide la distancia. Esta disciplina muy popular en su época, que incluso estaba en el programa de los Juegos Olímpicos de 1904, no recibió el reconocimiento oficial del COI.
Tras retirarse del deporte, fue nombrado teórico y recibió el título de profesor. Ya en 1902, estudió la teoría de diferentes estilos de natación en su libro The Art of Swimming. Participa activamente en el entrenamiento de rescate. Incluso en el extranjero, durante una competición de natación, aprovechó para enseñar diferentes técnicas de rescate.
En 1912, fue acusado de ayudar a su joven amante a abortar. Perdió todos sus trabajos y la federación británica, la Amateur Swimming Association, lo tachó de sus estantes, borrando todos sus títulos y récords. Se hunde en la pobreza y muere en la miseria en el distrito londinense de Saint-Pancras  .
En 1968 Jarvis fue incluido en el Salón de la Fama de la Natación Internacional.

## Premios

### Juegos Olímpicos
- 1900 Juegos Olímpicos de París (Francia)
  - Medalla de oro en  1000 m estilo libre
  - Medalla de oro en  4000 m estilo libre
  - Medalla de oro de waterpolo
- 1906 Juegos Olímpicos Interinos en Atenas (Grecia)
  - Medalla de bronce en 400  m estilo libre
  - Medalla de plata en la milla de estilo libre
  - Relevo medalla de bronce 4 × 250  m estilo libre